# Híres magyar szakácsok listája
Ez a lista a magyar gasztronómia azon jeles képviselőinek nevét tartalmazza, akik megfelelnek a következő feltételeknek:
- Elhunyt személyek esetében az kerül a listába, aki megfelel az alábbi feltételek valamelyikének:

1. aki valamely híres étterem konyhafőnöke volt,
2. akinek nevezetes szakácskönyv fűződik a nevéhez,
3. aki másik híres szakács mestere volt,
4. akik egyéb módon jelentős szerepet játszottak a magyar gasztronómiában.

- Élő személyek közül az kerül a listába, aki esetében az alábbi feltételek közül legalább kettő teljesül:

1. közismert, toplistás korábbi vagy jelenlegi étterem konyhafőnöke;
2. a Bocuse d’Or Europe v. Lyon magyar versenyzője,
3. jelentősen hozzájárult a magyar kulináris fejlődéshez,
4. a bisztró vagy fine-dining területén alkot,
5. kettőnél több közismert média publikációjának alanya.

További ismert személyek találhatók a Magyar TV-szakácsok, gasztrocelebek és ismert gasztrobloggerek listáján.
| Ábécé szerinti tartalomjegyzék                                                                           |
| --- |
| A, Á B C Cs D Dz Dzs E, É F G Gy H I, Í J K L Ly M N Ny O, Ó Ö, Ő P Q R S Sz T Ty U, Ú Ü, Ű V W X Y Z Zs |

## A
- Ádám Csaba konyhafőnök (ex.Olimpia)

## B
- Bara Zoltán (1942–2013) Az egykori Szabadság (mégrégebbi nevén Debreczen, Imperial, Centrál, Központi), majd felújítása után Grand Hotel Hungária néven újranyitott szálloda egykori konyhafőnöke.
- Bíró Lajos konyhafőnök (ex.Vörös Sárkány, ex.Múzeum, Bock Bisztró)
- Bicsár Attila konyhafőnök (ex.Alabárdos, Sauska48, Traktor Farmfood)
- Bereznay Tamás (A konyha ördöge)

## C
- Cseh János konyhafőnök (ex.Hilton, ex.Hyatt, ex.Gundel, ex.Central, ex.Marriott, ex.Galéria) A Hyatt-ben Lukács Istvánt, a Gundelben Kalla Kálmánt váltotta a konyhafőnöki poszton. Az Étrend Konyhafőnökök Egyesülete elnökeként fontos szerepet játszott a magyar gasztroforradalomban.
- Csáky Sándor (1890-1951) a Magyar Szakácsok Köre alelnöke 1913-tól, a Margitszigeti Nagyszálló konyhafőnöke 1920-as években, a "Csáki rostélyos" megalkotója

## D
- Daróczi István az egykori Ketter, majd Borostyán étterem (Újbuda) konyhafőnöke volt 1964-ig
- Dobos C. József (1847–1924)
- Dózsa György
- Dalnoki Bence a Bocuse d’Or európai döntőjén második (ezüst) helyezést ért el, majd a lyoni világdöntőben bronzérmet szerzett – a magyar gasztronómia eddigi legjobb eredményét elérve.

## E
- Eigen Egon (1919–1982) Az egykori Dunapalota, majd a Duna (volt Bristol) és a Margiszigeti Nagyszálló konyhafőnöke. Halálát megelőzően a Duna InterContinental exekutív séfje. Legendás oktató, akit több neves konyhafőnök (Kalla Kálmán, Gullner Gyula, Nemeskövi Dénes, Lusztig Tamás, Szabó István) is mestereként jelöl meg.

## G
- Gerbeaud Emil (1854–1919)
- Glück Frigyes (1858–1931)
- Görög Rezső Az Escoffier vezette londoni Ritz hotel konyhafőnöke, egyes források szerint Viktória királynő főszakácsa is volt.
- Gruber Emil (Pécs,[1] 1882[2] – Budapest, 1961?) A budai Ördögorom Csárda tulajdonosa, majd az államosítás után üzemeltetője.
- Gundel János (1844–1915)
- Gundel Károly (1883–1956)
- Gullner Gyula Az egykori Duna-Intercontinental (ma Marriott) konyhafőnöke. Helyettesei Kalla Kálmán, Szabó István és Lusztig Tamás, mestere Eigen Egon volt. Több szakácskönyv szerzője, szerkesztője ill. lektora.

## H
- Horváth Szilveszter konyhafőnök (La Mareda)
- Huszár Krisztián konyhafőnök (ex.Mák Bisztro, ex.Zona, ex.A Konyha, ex.Beszálló, ex.Fáma, ex.ZuZu, ex.Budagyöngye, HK-vietnamigulyas.hu)[3]

## J
- Jurkovits Ferenc (1855–1904) az egykori Duna-parti Hungária Szálló (Grand Hotel Hungaria) konyhafőnöke volt 18 éven át, a Magyar Szakácsok Köre egyesület kezdeményezője, több neves szakács, mint például Görög Rezső mestere.
- Jung Márton (1914–1995) Rehberger Elek helyettese volt a Gundelben. Később a Pannónia Szálloda- és Vendéglátó Vállalat főszakácsa volt nyugdíjazásáig.

## K
- Kugler Henrik (Géza?) (1830–1905)
- Kalla Kálmán (ex.Hotel Forum, ex.Gundel, Kalla Vendégház)
- Kedvessy Nándor (1869-1960)
- Kovács Lázár
- Krausz Gábor (séf,tévés személyiség)

## L
- Lukács István (1939–2020), IKA ("Oscar") különdíjas mesterszakács, szakíró. 1968-tól 1992-ig a Magyar Nemzeti Szakács-válogatott tagja. A chicagói Escoffier Társaság tagja, a francia Chaîne des Rôtisseurs Társaság első, magyarként beválasztott tagja, a magyar Chaîne des Rôtisseurs Társaság alapítója. 2010-ben megkapta a Magyar Köztársaság Érdemrend Tiszti keresztjét. Nyugdíjba vonulásakor Pro Turismo díjat vehetett át. Pályafutása egybeesett Magyarország II. világháború utáni történelmi korszakával, gyakorlatilag az újjáépítéstől a rendszerváltást követő évekig.
- Litauszki Zsolt konyhafőnök (ex.Maligán, ex.Gundel)
- Löhnert Mátyás Ferenc József udvari szakácsa, a Magyar Szakácsok Köre elnöke 1913-tól
- Lusztig Tamás az Erzsébet Szálló, majd a Hotel Flamenco egykori konyhafőnöke

## M
- Id. Marchal József (1832–1914), III. Napóleon és az orosz cár udvari konyhamestere, majd a Nemzeti Kaszinó konyhafőnöke, később az Angol Királyné Szálloda tulajdonosa.
- Ifj. Marchal József (1869–1939) Gundel Károly sógora, a Marchal-máj megalkotója. Több szállodát is üzemeltetett a Monarchiában, de az I. vh. után tönkrement és ezért Gundel Károly üzletvezetője lett először a Royalban, majd a Gellértben, végül az állatkerti vendéglő belső részében.[4]
- Marencich Ottó (1875–1964 )
- Marek András Horthy Miklós kormányzó főszakácsa
- Márk Károly konyhafőnök és vendéglős, Gundel János – István Főherceg szállodájának konyhafőnöke, a Magyar Szakácsok Körének titkára és pénztárnoka, a lipótvárosi Szerb Kávéház tulajdonosa, majd Gundel Gellért-szállóbeli éttermének üzletvezetője
- Mátyás Rudolf IKA ("Oscar") különdíjas konyhafőnök,[5]
- Mészáros Zoltán cukrász, a Forum Hotel legendás Bécsi Kávéházát kiszolgáló cukrászüzem vezetője volt.
- Mészáros Ádám konyhafőnök  Magyarországon először szerzett két Michelin-csillagot az általa 2020. márciusáig vezetett Onyx étterem konyhájával (ex.Onyx, Felix Kitchen&Bar)
- Mogyorósi Gábor konyhafőnök (ex.Aranyszarvas, ex.Laci!Konyha, Alabárdos, HK-vietnamigulyas.hu)
- Müller Antal cukrászmester, Ruszwurm Vilmosné apja, a Ruszwurm cukrászda elődjének harmadik tulajdonosa

## N
- Nemeskövi Dénes (1945–2020) konyhafőnök

## Ny
- Nyíri Sándor (Szása) konyhafőnök (Arany Kaviár Étterem)

## P
- Palkovics Ede (1858–1929) szakácsművész, szállodás és vendéglős. A Magyar Szakácsok Köre alapító-díszelnöke.
- Patat Lajos (1892–1970)
- Papp Endre (1920–2008), gasztronómus, mesterszakács
- Pesti István konyhafőnök  (ex.Babel, ex.Tanti, Platán) Az általa vezetett, budapesti Tanti étteremmel Michelin-csillagot szerzett 2015-ben.
- Pethő Balázs konyhafőnök (ex.CarneDiem, ex.Lou-lou, ex.Vörös és fehér, ex.Csalogány 26)

## R
- Rácz Jenő konyhafőnök
- Rákóczi János (1897–1966) konyhafőnök, a "Rákóczi túrós" kitalálója, a Gellért Szálló híres, Gundel-féle éttermének konyhafőnöke
- Rehberger Elek (1890–1965) a Gundel étterem konyhafőnöke volt az 1930-as évektől 1957-ig, az étterem fénykorában
- Révész József a Parlament egykori konyhafőnöke[6]
- Richter Lénárd József nádor udvari sütője, a linzer sütemény megalkotója (Linzer Rudolf főhadnagy tiszteletére[7]), a Ruszwurm cukrászda elődjének második tulajdonosa
- Rosenstein Tibor, (ex.Kispipa, Rosenstein Vendéglő)
- Ruprecht László
- Ruszwurm Vilmos cukrászmester, a Ruszwurm cukrászda (a ma is működő legrégebbi budai cukrászda) alapítója

## S
- Schnitta Sámuel, (1898–1968) A Dunapalota séfje, 1948-1958-ig a Margitszigeti Nagyszálló éttermi munkáját irányította.
- Sárközi Ákos konyhafőnök  (Borkonyha, Textúra) A Borkonyha 2014 óta Michelin-csillagos.
- Segal Viktor konyhafőnök (ex.Baraka, ex.Segal, tanácsadó séf)
- Siska József a Gundel étterem konyhafőnöke volt az 1957-től
- Schwabl Ferenc (? – 1830) cukrászmester, a Ruszwurm cukrászda elődjének alapítója.

## Sz
- Szabó István, Eigen Egon tanítványa, később Gullner Gyula helyettese a Duna Intercontinentalban. A Gundel étterem konyhafőnöke volt az 1980-as években.
- Szamos Mátyás cukrászmester, a Szamos Marcipán alapítója
- Szathmáry Lajos István (1919–1996) Újságíró, pszichológus, szakíró és séf. A Chicago-i "The Bakery" egykori konyhafőnöke.
- Széll Tamás konyhafőnök  (ex.Onyx, Stand25, Stand)
- Szulló Szabina konyhafőnök  (ex.Onyx, Stand25, Stand) Először az Onyxszal, majd a Stand konyhafőnökeként is Michelin-csillagot szerzett

## T
- Takács Lajos volt konyhafőnök, jelenleg pék (ex.Badacsonyi Borház, ex.Jankó Kortárs Magyar Étterem, ex.Gold Bistro, ex.Olimpia, ex.Lacipecsenye, ex.Apáti Étterem, ex.Nem kacsa, ex.Hilda, ex.Kobuta & Nebuta, ex.Paulaner söröző)
- Tóth Ferenc cukrászmester, Ruszwurm Vilmos korábbi segédje, aki 1922-től a cukrászdát az államosításig üzemeltette
- Turós Lukács (1907–1967) konyhafőnök
- Turós Emil (1906–1991) konyhafőnök, szakíró

## U
- Uzsoki Untenecker Ferenc cukrászmester

## V
- Venesz József, (1912–1978) mesterszakács
- Várvizi Péter konyhafőnök (ex.Susogo, ex.Kistücsök, ex.Astoria, ex.Larus, Onyx kutató séf)
- Vogl Gáspár Lukács István mestere, a Kárpátia Étterem és a Hotel Astoria konyhafőnöke volt az 1960-as években
- Vomberg Frigyes konyhafőnök (ex.Várkert Kaszinó, BdO Coach, szakoktató)
- Várhelyi Miklós Aranysapkás, Venesz-díjas mesterszakács
- Varga Károly többszörös olimpiai és világbajnok, Venesz-díjas mesterszakács (48 étterem, Kígyósi csárda)

## W
- Wolf András konyhafőnök (Boscolo, Eventrend Group, Gundel)
- Wampetich Ferenc (1855 –1911. július 18.) vendéglős (Állatkerti Étterem)
- Wiener Jenő szakácsmester, a 100 éves étterem legendás konyhafőnöke volt az 1950-es években